# Zetor Crystal
Die Baureihe Zetor Crystal ist die leistungsstärkste Traktorbaureihe von Zetor. 2018 wurde die Baureihe überarbeitet und seither als Zetor Crystal HD angeboten.

## Baureihe
1969 stellte Zetor erstmals einen Zetor Crystal in der Baureihe unifikované řady II vor. 1975 wurde die Baureihe erneuert und erstmals mit 6-Zylinder-Motoren ausgestattet. Bis 1981 wurden insgesamt über 44.000 Traktoren dieser Crystal Baureihe bei Zetor produziert. 1981 wurde die Produktion zu ZTS in die slowakische Stadt Martin verlagert. Die Produktion lief Ende der 1980er Jahre aus. In Anlehnung an die alte Baureihe benannte Zetor die neue, 2015 vorgestellte, ebenfalls Crystal und bewarb sie mit dem Slogan: „Die Legende kehrt zurück“. Die Baureihe wird durch zwei Modelle gebildet, den Crystal 150 und den Crystal 160. Beide Traktoren werden von einem Deutz TCD 6.1 Motor angetrieben. Die Fahrerkabine wurde von der Baureihe Zetor Forterra HSX übernommen. 2018 wurde die Baureihe überarbeitet und das Topmodel Crystal 160 durch das neue Topmodell Crystal 170 HD ersetzt.

## Modelle

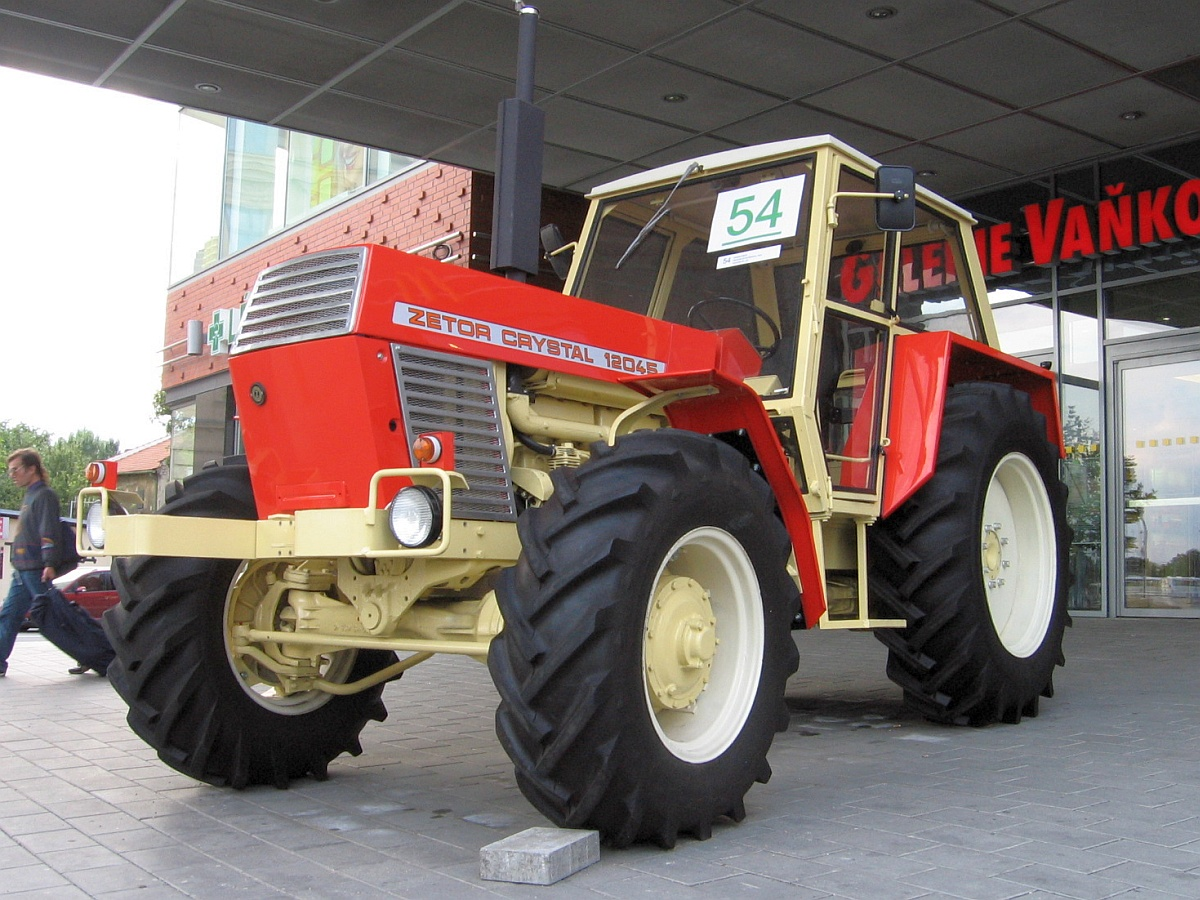
Zetor Crystal 12045 (1974)

Die Baureihe beginnt mit den Modellen 8011, 8045, 10045 und 12045. Die Modelle 8011 und 8045 verfügen über einen Vierzylinder-Dieselmotor mit einer Leistung von 82 PS; eine leistungsreduzierte Variante mit 75 PS war ebenfalls erhältlich. Das Modell 8045 unterscheidet sich zusätzlich durch seinen serienmäßigen Allradantrieb.
Der Allrad-Schlepper 10045 nutzt den gleichen Motor wie die zuvor genannten Modelle, ist jedoch mit einem Turbolader ausgestattet und erreicht dadurch eine gesteigerte Leistung von 95 PS. Das Spitzenmodell der Baureihe, der 12045, ist mit einem Sechszylinder-Dieselmotor ausgerüstet, der 115 PS leistet; alternativ war auch eine leistungsreduzierte Version mit 100 PS verfügbar. Der 12045 wurde ausschließlich mit Allradantrieb angeboten.

### Baureihe 2015–2018
| Modell      | Maximalleistung (2000/25/EC) | max. Drehmoment | Leergewicht |
| ----------- | ---------------------------- | --------------- | ----------- |
| Crystal 150 | 110 kW (150 PS)              | 650 Nm          | 4800 kg     |
| Crystal 160 | 120 kW (163 PS)              | 739 Nm          | 4800 kg     |

### Baureihe seit 2018
| Modell         | Maximalleistung (2000/25/EC) | max. Drehmoment | Zulässiges Höchstgewicht |
| -------------- | ---------------------------- | --------------- | ------------------------ |
| Crystal 150 HD | 110 kW (150 PS)              | 650 Nm          | 10.000 kg                |
| Crystal 170 HD | 126 kW (171 PS)              | 739 Nm          | 10.000 kg                |